# Supermarine
Supermarine var en britisk flyproducent, som er mest kendt for at have produceret jagerflyet Spitfire. 

## Historie
Selskabet blev grundlagt af Noel Pemberton-Billing som Pemberton-Billing Ltd i 1913 for at producere søfly. Han solgte selskabet til Hubert Scott-Paine, som i 1916 ændrede navnet til Supermarine Aviation Works Ltd.
Supermarine havde begrænset succes med sine søfly og flybåde indtil selskabet ansatte den unge flyingeniør R.J Mitchell. Mitchell viste sig at være meget talentfuld og konstruerede moderne søfly som vandt hastighedsrekorder og priser i slutningen af 1920'erne. Rækken af højhastigheds søfly kulminerede med modellen S.6.b, som vandt Schneider-prisen til eje i 1931 med en hastighed på 340 miles i timen.
Udover højhastighedsflyene producerede Supermarine også mere ordinære søfly og flybåde, i alt 24 typer under ledelse af Mitchell. Selskabet havde finansielle problemer og blev i 1928 overtaget av våbenkoncernen Vickers, hvilket gjorde det muligt at fortsætte satsingen på højhastighedsfly. I 1938 blev selskabet overtaget af Vickers-Armstrong.
I oktober 1931 blev britiske flyproducenter bedt af RAF om at komme med udkast til en ny generation af jagerfly. De nye jagerfly skulle have mindst fire maskingeværer og kunne præstere en hastighed på over 200 miles i timen. Mitchell, som havde relevant erfaring, fik i opdrag at konstruere sit første landfly. Resultatet, Type-224 som gik på vingene i 1934, var en skuffelse og blev vraget af RAF, som valgte dobbeltdækkeren Gloster Gladiator i stedet.

## Spitfire
Allerede mens Type 224 blev bygget, fik Mitchell accept til at påbegynde udviklingen af et nyt fly, Type-300. Dette skulle være et moderne helmetal monoplan skrog, som sammen med den nyudviklede Rolls-Royce Merlin V12-motor  gav et så lovende resultat, at RAF hurtigt blev interesseret og finansierede den første prototype til det, som skulle blive Spitfire.
I juni 1936 fik Supermarine ordre på de første 310 Spitfire-fly, og flere store ordrer fulgte i takt med, at testflyvningerne opfyldte forventningerne. Masseproduktion af fly skabte nye udfordringer for Supermarine, som havde været vandt til at nærmest håndproducere fly i små serier. Samtidig med at produktionssystemerne blev forbedret måtte fabrikken i Woolston, Southampton, udbygges kraftigt. Dette førte til store forsinkelser i levering af flyene. Mitchell fik endvidere kræft og døde i juni 1937, hvilket yderligere forsinkede produktionen. 
Grundet forsinkelserne blev de første Spitfire først leveret til RAF i august 1938. For at klare produktion blev bygningen af en ny stor fabrik iværksat nær Birmingham, som startede med en ordre på 1.000 Spitfire Mk II, og udenlandske ordrer fulgte til Supermarine, som havde mere end nok med at følge med efterspørgslen. 
I september 1940, før Birmingham-fabrikken var i produktion, blev Woolston-fabrikken bombet og lagt i ruiner af Luftwaffe. Dette stoppede Spitfire-produktionen helt på et tidspunkt, hvor landet havde desperat behov for fly. Produktion blev flyttet over til underleverandører og provisoriske lokaler over hele Southampton. Efter nogle uger var produktionen atter i fuld gang og i alt 8.000 fly blev produceret på denne måde. Efterhånden løste produktionsproblemerne sig, og sammen med underleverandører producerede Supermarine over 22.000 Spitfire-fly før produktionen blev indstillet i 1947. 

## Efter 2. Verdenskrig
Umiddelbart efter 2. Verdenskrig var der en enorm overkapacitet i flyindustrien, og Supermarine producerede flere fly som havde begrænset succes. 
Som led i strukturomlægninger af den britiske flyindustri efter krigen blev Supermarine en del af British Aircraft Corporation, og Supermarine navnet udgik. Det sidste fly, der bar Supermarine-navnet, var jetjageren Scimitar. Produktion under Supermarine-navnet ophørte i 1963. 

## Udvalgte Supermarine fly
- Supermarine Channel 1 – søfly
- Supermarine Stranraer –  søfly
- Supermarine Walrus – amfibiefly for rekognoscering
- Supermarine S.6B – racer-søfly (første fly over 400 miles i timen)
- Supermarine Spitfire – Ensædes jagerfly fra 2. Verdenskrig
- Supermarine Spiteful – Planlagt efterfølger til Spitfire
- Supermarine Attacker – Efterkrigstids jetfly
- Supermarine Swift – Efterkrigstids jetfly
- Supermarine Scimitar – Efterkrigstids jetjager

## Eksterne links
- Artikel fra Spitfire Society Arkiveret 3. august 2004 hos  Wayback Machine

- Wikimedia Commons har flere filer relateret til Supermarine